# Средњодалматински партизански одред
Средњодалматински народноослободилачки партизански (НОП) одред је био партизанска јединица у саставу Народноослободилачке војске и партизанских одреда Југославије током Другог светског рата у Хрватској.

## Историјат
Формиран је 23. јун 1942. у селу Марковцу (код Книна) од 1. ударног и 2. далматинског батаљона. Имао је око 400 бораца и био под командом Штаба 4. оперативне зоне НОП одреда Хрватске. Назван је и Партизански одред за средњу Далмацију, где је и дејствовао. Већ 25. јуна, на планини Козјак, више села Марковца, водио је једнодневну борбу са јаким непријатељевим снагама (три италијанска пешадијска батаљона, артиљеријски дивизион, четници, усташе и домобрани) из Книна и Дрниша, након чега се пребацио на планину Динару где се попунио новим борцима. Због помањкања оружја, при штабовима батаљона формирани су помоћни водови од којих је образована радна чета јачине 50 бораца (без оружја). Његови делови су 4. јула у селу Цетини (код Сиња) разоружали италијанску посаду и запленили 75 пушака, а на народном збору формирали Цетинску сеоску чету од 30 бораца. Сутрадан, 5. јула, после осмочасовне борбе јединице Одреда заузеле су усташко упориште Јежевић код Врлике, а 6. јула разоружале су усташке посаде у селу Чубрице и селу Модричи на Динари. Делови италијанске 152. 1 151. пешадијске дивизије Сарсари, 25. и 26. пешадијског пука дивизије Бергамо, 97. батаљон Црних кошуља, 81. митраљески батаљон, вод бацача пламена, чета лаких тенкова и око дивизион артиљерије, усташе и четници, подржани авијацијом, извели су од 10. до 13. јула операцију да би на Вјештица-гори и Троглаву окружили и уништили Средњодалматински НОП одред. Наступајући од Босанског Грахова, Сиња, Врлике и Вагња непријатељ је продро на Динару, али је после жестоких борби одбијен, и повраћена изгубљена слободна територија. У августу је Одред нарастао на 485 бораца наоружаних са 411 пушака и 20 пушкомитраљеза. До краја јула нападао је посаде мањих места и колоне, а 29. јула између села Билог Брига и Трнове Пољанц (на путу Сињ—Ливно) у петочасовној борби разбио је италијанску моторизовану колону (запалио 16, а оштетио 7 камиона, запленио 1 минобацач, 41 пушку и другу опрему; погинуло је око 150 непријатељевих војника. У неуспелом нападу
на Вагањ (на путу Сињ—Ливно), Одред је 5. августа имао 6 погинулих и преко 20 рањених, а погинуо је и командант 1. далматинског ударног батаљона Анте Јонић (проглашен за народног хероја). У августу, јединице Одред садејствују 1. пролетерској бригади у рејону Имотског и Ловрећа у заузимању Аржана, Рошког Поља, Студенца, Цисте Ловреча и Посушја. Расформиран је 6. септембера 1942, а његово људство ушло је у састав 1. далматинске НОУ бригаде.